# XVIe gouvernement de la République (Espagne)
Seconde République espagnole
Portella I Azaña IV
Le XVIe gouvernement de la République ou gouvernement Portella II est le gouvernement de la République espagnole en fonction du 30 décembre 1935 au 19 février 1936.

## Composition
| Portefeuille                                                               | Titulaires | Titulaires                         | Parti |
| -------------------------------------------------------------------------- | ---------- | ---------------------------------- | ----- |
| Président du Conseil Ministre du Gouvernement                              |            | Manuel Portela Valladares          | PCD   |
| Ministre d'État                                                            |            | Joaquín Urzáiz Cadaval             | DLR   |
| Ministre de l'Économie et des Finances                                     |            | Manuel Rico                        | sans  |
| Ministre de la Guerre                                                      |            | Nicolás Molero                     | sans  |
| Ministre de la Justice, du Travail et de la Santé                          |            | Manuel Becerra Fernández (es)      | PCD   |
| Ministre des Travaux publics, des Communications et de la Marine Marchande |            | Cirilo del Río Rodríguez (es)      | DLR   |
| Ministre de la Marine                                                      |            | Antonio Azarola                    | sans  |
| Ministre de l'Industrie de l'Agriculture et du Commerce                    |            | José María Álvarez Mendizábal (es) | sans  |
| Ministre de l'Instruction Publique et des Beaux-arts                       |            | Filiberto Villalobos (es)          | PCD   |